# Peste
Peste é uma doença infeciosa causada pela bactéria Yersinia pestis. Existem três formas principais: peste bubónica, peste septicémica e peste pneumónica. Os sintomas mais comuns são febre, fraqueza e dor de cabeça. Os sintomas geralmente começam-se a manifestar de um a sete dias após exposição à bactéria. Na forma bubónica é também comum o aumento de volume dos gânglios linfáticos, enquanto na forma septicémica os tecidos podem tornar-se pretos e morrer, e a forma pneumónica pode ser acompanhada por falta de ar, tosse e dor no peito.
As pestes bubónica e septicémica são geralmente transmitidas pela picada de pulgas ou pelo manuseio de um animal infetado. A peste pneumónica é geralmente transmitida entre pessoas por via aérea através de gotículas infetadas. O diagnóstico é geralmente realizado pela deteção da bactéria em amostras de líquido de um gânglio linfático, sangue ou escarro.
As pessoas em maior risco podem ser vacinadas. As pessoas expostas a um caso de peste pneumónica pode ser tratadas com medicação preventiva. Quando a pessoa é infetada, o tratamento consiste na administração de antibióticos e cuidados de apoio. Geralmente os antibióticos incluem uma associação entre gentamicina e uma fluoroquinolona. Com tratamento, o risco de morte é de cerca de 10%, enquanto sem tratamento é de cerca de 70%.
Todos os anos são reportados cerca de 600 casos da doença. Em 2017 os países com o maior número e casos foram a República Democrática do Congo, Madagáscar e o Peru. Nos Estados Unidos ocorrem infeções ocasionais em áreas rurais, onde é possível que a bactéria circule entre roedores. Ao longo da História a peste esteve na origem de vários surtos de grande dimensão, dos quais o mais conhecido é a Peste Negra no século XIV que causou mais de 50 milhões de mortos.